# Denis Kudla
Denis Kudla (Kiev, 17 de agosto de 1992) é um tenista profissional americano.

## Carreira
Kudla participa do Circuito ATP, desde 2008.

### Rio 2016
Em simples, ele perdeu na primeira rodada para o eslovaco Andrej Martin, por 6-0, 6-3.